# Conchidium extinctorium
Conchidium extinctorium är en orkidéart som först beskrevs av John Lindley, och fick sitt nu gällande namn av Yan Peng Ng och Phillip James Cribb. Conchidium extinctorium ingår i släktet Conchidium, och familjen orkidéer. Inga underarter finns listade i Catalogue of Life.